# Coupe Davis 1928

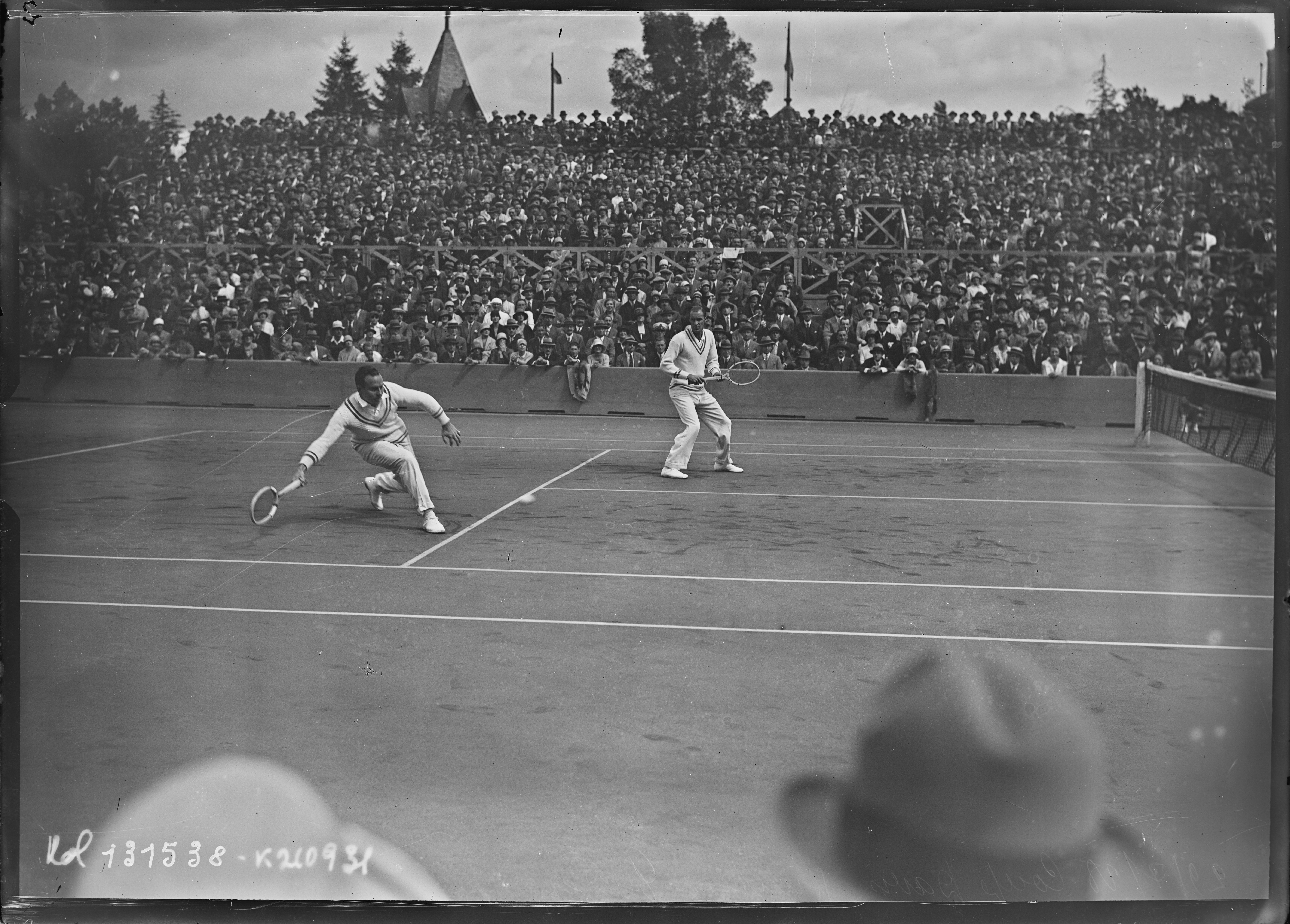
Sujet: Tilden, William Tatem (1993-1953). Image liée à l'article La Coupe Davis 1928. Une finale remportée par la France face aux États-Unis.

La Coupe Davis 1928 est remportée par la France qui, grâce à sa victoire finale face aux États-Unis, parvient à remporter le deuxième saladier d'argent consécutif et le premier dans le stade nouvellement construit pour l'occasion : Roland-Garros.
C'est la première édition où le titre ne se dispute pas sur gazon depuis la création de la compétition.

## Finale
Équipe de France : Jean Borotra, Jacques Brugnon, Henri Cochet, René Lacoste (capitaine : Pierre Gillou).
Équipe des États-Unis : John Hennessey, Francis Hunter, George Lott, William T. Tilden (capitaine : Joseph Wear).
| | France | 4                                  | - | 1 | États-Unis |   |   |
| --- | ------ | ---------------------------------- | - | - | ---------- | - | - |
| Stade Roland-Garros, Paris |        |                                    |   |   |            |   |   |
| du 27 juillet au 29 juillet 1928 |        |                                    |   |   |            |   |   |
| \| 1 \| \| René Lacoste \| 6 \| 4 \| 4 \| 6 \| 3 \| \| 1 \| \| William T. Tilden \| 1 \| 6 \| 6 \| 2 \| 6 \| \| 2 \| \| Henri Cochet \| 5 \| 9 \| 6 \| 6 \| \| \| 2 \| \| John Hennessey \| 7 \| 7 \| 3 \| 0 \| \| \| 3 \| \| Jean Borotra - Henri Cochet \| 6 \| 6 \| 7 \| 4 \| 6 \| \| 3 \| \| Francis Hunter - William T. Tilden \| 4 \| 8 \| 5 \| 6 \| 2 \| \| \| \| \| \| \| \| \| \| \| 4 \| \| Henri Cochet \| 9 \| 8 \| 6 \| \| \| \| 4 \| \| William T. Tilden \| 7 \| 6 \| 4 \| \| \| \| \| \| \| \| \| \| \| \| \| 5 \| \| René Lacoste \| 4 \| 6 \| 7 \| 6 \| \| \| 5 \| \| John Hennessey \| 6 \| 1 \| 5 \| 3 \| \| \| \| \| \| \| \| \| \| \| |        |                                    |   |   |            |   |   |
| 1 |        | René Lacoste                       | 6 | 4 | 4          | 6 | 3 |
| 1 |        | William T. Tilden                  | 1 | 6 | 6          | 2 | 6 |
| 2 |        | Henri Cochet                       | 5 | 9 | 6          | 6 |   |
| 2 |        | John Hennessey                     | 7 | 7 | 3          | 0 |   |
| 3 |        | Jean Borotra - Henri Cochet        | 6 | 6 | 7          | 4 | 6 |
| 3 |        | Francis Hunter - William T. Tilden | 4 | 8 | 5          | 6 | 2 |
| |        |                                    |   |   |            |   |   |
| 4 |        | Henri Cochet                       | 9 | 8 | 6          |   |   |
| 4 |        | William T. Tilden                  | 7 | 6 | 4          |   |   |
| |        |                                    |   |   |            |   |   |
| 5 |        | René Lacoste                       | 4 | 6 | 7          | 6 |   |
| 5 |        | John Hennessey                     | 6 | 1 | 5          | 3 |   |
| |        |                                    |   |   |            |   |   |